# Liste der Eisenbahnvereine im Direktionsbezirk Mainz
Die Liste der Eisenbahnvereine im Direktionsbezirk Mainz enthält die Eisenbahnvereine, die im Bereich der früheren Eisenbahndirektion, später Reichsbahndirektion, zum Schluss: Bundesbahndirektion Mainz bestanden.
| Gründung              | Name                                                      | Sitz                     | Anmerkung |
| --------------------- | --------------------------------------------------------- | ------------------------ | --- |
| 1900 oder kurz zuvor  |                                                           | Darmstadt                | [ 1 ] |
| 1900                  | Verein für die Eisenbahner in Mainz und Umgebung          | Mainz                    | [ 2 ] |
| 1900                  |                                                           | Worms                    | [ 1 ] |
| 7. Juli 1901          | Eisenbahnverein für Bingen, Bingerbrück und Umgegend      | Bingen                   | [ 3 ] |
| 23. März 1902         | Eisenbahnverein für Bischofsheim und Umgegend             | Bischofsheim             | [ 4 ] |
| 21. November 1903     | Staatseisenbahnverein für Alzey und Umgegend              | Alzey                    | [ 5 ] |
| 27. März 1904         | Eisenbahnverein Mannheim (Preuß.-Hess. Staatsbahn)        | Mannheim                 | [ 6 ] |
| 20. März 1904         | Eisenbahnverein Biblis und Umgegend                       | Biblis                   | [ 7 ] |
| 7. Juni 1904          | Eisenbahnverein für Kreuznach                             | Bad Kreuznach            | [ 8 ] |
| 12. Juni 1904         | Eisenbahnverein für Goddelau-Erfelden und Umgegend        | Goddelau, Erfelden       | [ 8 ] |
| 26. Juni 1904         | Eisenbahnverein für Groß Gerau und Umgegend               | Groß-Gerau               | [ 9 ] |
| 3. Juli 1904          | Eisenbahnverein für Babenhausen und Umgegend              | Babenhausen              | [ 10 ] |
| Juli oder August 1904 | Staatseisenbahnverein Niederlahnstein                     | Niederlahnstein          | Der Verein entstand durch die Abspaltung der Mitglieder des bestehenden Vereins in Oberlahnstein und Horchheim vom Staatseisenbahnverein Oberlahnstein. |
| Juli oder August 1904 | Eisenbahnverein für Dieburg und Umgegend                  | Dieburg                  | [ 12 ] |
| August 1904           | Eisenbahnverein für Boppard und Umgegend                  | Boppard                  | [ 13 ] |
| Ende 1904             | Eisenbahnverein Bensheim und Umgegend                     | Bensheim                 | [ 14 ] |
| 1905                  | Eisenbahnverein und Umgegend                              | Nierstein                | [ 15 ] |
| 1905                  | Eisenbahnverein für Gau Odernheim und Umgegend            | Gau-Odernheim            | [ 16 ] |
| 1905                  | Eisenbahnverein für Gernsheim, Groß-Rohrheim und Umgegend | Gernsheim, Groß-Rohrheim | [ 17 ] |
| 1905                  | Eisenbahnverein für Heidesheim am Rhein und Umgegend      | Heidesheim am Rhein      | [ 18 ] |
| 26. März 1906         | Eisenbahnverein für Friedrichsfeld und Umgebung           | Mannheim-Friedrichsfeld  | [ 19 ] |
| 4. März 1906          | Eisenbahnverein für Mörlenbach und Umgegend               | Mörlenbach               | [ 19 ] |
| 10. Juni 1906         | Eisenbahn-Verein für Langen und Umgegend                  | Langen                   | [ 20 ] |
| 1906 oder kurz zuvor  |                                                           | Bodenheim                | [ 21 ] |
| 1906 oder kurz zuvor  |                                                           | Heidelberg               | [ 21 ] |
| 1906 oder kurz zuvor  |                                                           | Ingelheim                | [ 21 ] |
| 1906 oder kurz zuvor  |                                                           | Michelstadt              | [ 21 ] |
| 1906 oder kurz zuvor  |                                                           | Nieder-Olm               | [ 21 ] |
| 1906 oder kurz zuvor  |                                                           | Oberlahnstein            | [ 21 ] |
| 1906 oder kurz zuvor  |                                                           | Rüdesheim am Rhein       | [ 21 ] |
| 1906 oder kurz zuvor  |                                                           | Weinheim                 | [ 21 ] |
| 1906 oder kurz zuvor  |                                                           | Wiebelsbach-Heubach      | [ 21 ] |
| 1906 oder kurz zuvor  |                                                           | Wiesbaden                | [ 21 ] |
| 1. März 1907          | Eisenbahnverein für Armsheim und Umgegend                 | Armsheim                 | [ 22 ] |
| vor April 1907        | Eisenbahnverein für Nauheim und Umgegend                  | Nauheim                  | [ 23 ] |
| Oktober 1907          | Eisenbahnverein Arheiligen                                | Arheilgen                | [ 24 ] |
| Dezember 1907         | Eisenbahnverein Ober-Ramstadt und Umgegend                | Ober-Ramstadt            | [ 25 ] |
| Dezember 1907         | Eisenbahnverein Griesheim                                 | Griesheim                | [ 26 ] |
| Dezember 1907         | Eisenbahnverein Eberstadt und Umgegend                    | Eberstadt                | [ 27 ] |
| Vor 1908              |                                                           | Nackenheim               | [ 28 ] |
| Vor 1908              |                                                           | Weiterstadt              | [ 29 ] |
| März 1908             | Eisenbahnverein Monsheim und Umgegend                     | Monsheim                 | [ 30 ] |
| Vor 1910              |                                                           | St. Goar                 | [ 31 ] |
| Vor 1910              |                                                           | Oberramstadt             | [ 32 ] |
| Vor 1910              |                                                           | Harxheim                 | [ 33 ] |
| Vor 1910              |                                                           | Leeheim, Wolfskehlen     | [ 34 ] |
| Vor 1910              |                                                           | Gau-Algesheim            | [ 35 ] |
| Vor 1910              |                                                           | Großsachsen              | [ 36 ] |